# Gladys Parentelli
Gladys Ethel Parentelli Manzino (Carmelo, Colonia, Uruguay, 21 de marzo de 1935 , Colonia del Sacramento, Uruguay 23 de agosto de 2024 )fue una fotógrafa y teóloga feminista  uruguaya que residio en Venezuela desde 1969.  Representante del ecofeminismo latinoamericano, fue una de las tres latinoamericanas nombradas por el Papa Paulo VI como observadoras en el Concilio Vaticano II.

## Biografía
Gladys Parentelli nació en la casa de su abuela en Carmelo. Su padre era un aficionado a la fotografía que sabía de mecánica de automóviles y de tornos.
En 1969 se fue a vivir a Venezuela en una misión religiosa enviada por el Movimiento Internacional de Juventudes Agrarias Católicas, MIJARC.

## Trayectoria
Parentelli estudió educación, ciencias de la información, dinámica de grupos, teología feminista y fotografía. Como fotógrafa se dedica al retrato. Sus estudios la han inclinado hacia el ecofeminismo. Ha trabajado como documentalista en diversas instituciones nacionales e internacionales. Es coordinadora de Documentación en la Red Universitaria Venezolana de Estudios de las Mujeres. Es fundadora y presidenta del Movimiento de la Juventud Agraria Católica Femenina. Es miembro de varias asociaciones de teólogas y pastoras en América Latina. Es la fundadora de la Red Latinoamericana de Teología y Espiritualidad Ecofeminista en Venezuela. Es miembro de los grupos venezolanos Manuelita Sáenz, La Mala Vida, Gaia, de la Coordinadora de ONG de Mujeres. Es la directora del Foro Permanente por la Equidad de Género y CISFEM. Es la responsable en Venezuela de las Católicas por el Derecho a Decidir, organización que desde una perspectiva que se declara católica y feminista, se ha centrado en la defensa de los derechos de la mujer, especialmente en los derechos sexuales y reproductivos, incluido el acceso al aborto inducido 1. Ejerce la docencia en este campo y ha escrito varios ensayos y artículos en revistas especializadas y en medios periodísticos.
Es la Coordinadora Nacional de Documentación y Publicaciones, Red Universitaria Venezolana de Estudios de las Mujeres, REUVEM- Venezuela.

### Ecofeminismo
Gladys Parentelli, es una representante del ecofeminismo latinoamericano.
La idea central del ecofeminismo es la convicción de que la opresión de la mujer y la destrucción del planeta derivan del mismo sistema patriarcal.
Cuando el feminismo comenzó a reivindicar las hipotéticas culturas matriarcales y la sabiduría femenina en su relación con la tierra y los recursos naturales, apareció el ecofeminismo sosteniendo que la dominación de la naturaleza y de la mujer han sido paralelas.  La idea de la dominación de la naturaleza por el hombre sería simétrica a la dominación de la mujer y el alejamiento de la madre naturaleza.
Sus características principales son la adopción del feminismo, las preocupaciones ecológicas y la crítica al sistema religioso patriarcal que excluye a las mujeres. Las teólogas feministas evolucionaron hacia el ecofeminismo tomando en cuenta lo ecológico en la relación con Dios. Sus temas de estudios son las injusticias y violencias que sufren los excluidos, o sea, mujeres, niños, minorías étnicas y sexuales, empobrecidos, etc. Se interesan por la muerte de la biodiversidad y el deterioro del medio ambiente del cual depende toda la Vida en la Tierra. En esta relación Mujer-Naturaleza, señalan que las áreas relacionadas con el mantenimiento de la vida han sido injustamente devaluadas por el estatus inferior otorgado a la naturaleza, por ejemplo las tareas domésticas.
En América Latina el ecofeminismo se ha conectado con las versiones feministas de la filosofía y la teología de la liberación.

### Concilio Vaticano II
Gladys Parentelli, como representante del ecofeminismo latinoamericano, fue una de las tres latinoamericanas nombradas por el Papa Paulo VI como observadoras en el Concilio Vaticano II.
En ese momento, como presidenta de la rama femenina del Movimiento Internacional de la Juventud Agrícola y Rural Católica (MIJARC) en América Latina, opinó:

Teníamos la esperanza que del Concilio saliera una iglesia democrática, abierta, horizontal, comunitaria, que siguiera las enseñanzas de Cristo.

Como Auditora al Concilio Ecuménico Vaticano II, apoyaba la Teología de la Liberación que apareció a la par del Concilio. Entre las mujeres católicas militantes esta devino en una Teología desde la perspectiva de la mujer, una Teología Feminista y, posteriormente, una la Teología Ecofeminista.

## Obras
Algunos de sus artículos son:
- Mujer, Iglesia, Liberación, 1990, ISBN 9789800702130.[12]
- Una relectura del Dios Patriarcal desde una perspectiva feminista cristiana, Con la mirada de la Teología Feminista y del Ecofeminismo, Diario de los Andes, 2010.[13]
- Teología ecofeminista, Venezuela, Universidad del Zulia, 1997, oclc 819773607
- Reseña de "El divino Bolívar. Ensayo sobre una religión republicana" de Elías Pino Iturrieta, Universidad Nacional Experimental Rafael María Baralt - UNERMB 2006, OCLC 181395505
- ¿Quién le compró la Tierra a Dios? Ética y cultura para una civilización sostenible, Universitat de Barcelona 1999, OCLC 723213828.[14]
- Teólogas feministas, Teólogos de la Liberación y hasta las simples mujeres marginales exigen una Iglesia verdaderamente cristiana., Universitat de Barcelona 1992, OCLC 723215468.[15]
- Las mujeres cristianas acabarán con el autoritarismo papal, Universitat de Barcelona, 1996, OCLC 723217367.[16]
- El que tenga pecado lance la primera piedra. Reflexiones acerca de la Encíclica Evangelium Vitae, Universitat de Barcelona, 1996, OCLC 723215282.[17]
- Teología Feminista y Teología Ecofeminista, Fempress 1995.[18]
- Teología ecofeminista - ecofeminismo holístico en el caso latinoamericano, Lolapress, 1997.[19]
- Luisa Muraro: ‘Lo sé porque soy’ (Lo so perché lo sono), publicado en Via Dogana, N° 94, Set. 2010, p. 4.Traducción publicada en: Mujer Pública, La Paz, Bolivia, Feb. 2011, N° 4, p. 115.[20]
- Ecofeminismo holístico en el caso latinoamericano, en el libro Las raíces de la memoria: América Latina, ayer y hoy.[21]
- Del Dios patriarcal a la sabiduría que sostiene, WebIslam.[22]
- Palabra de mujer: Algunas vivencias y reflexiones.[23]
- Testimonios que las pioneras nos legaron, revista Mujer Pública N.º 5.[24]